# 拉塞勒孔代
拉塞勒孔代（法語：La Celle-Condé，法語發音：[la sɛl kɔ̃de]）是法国谢尔省的一个市镇，位于该省西南部，属于圣阿芒蒙龙区。

## 地理
拉塞勒孔代（46°47'38"N, 2°11'4"E）面积30.94 平方千米，位于法国中央-卢瓦尔河谷大区谢尔省，该省份为法国中部省份，北起卢瓦雷省，西接卢瓦-谢尔省和安德尔省，南至克勒兹省，东南接阿列省，东临涅夫勒省。
与拉塞勒孔代接壤的市镇（或旧市镇、城区）包括：舍扎勒伯努瓦、利涅尔、蒙卢伊、利涅尔地区圣伊莱尔、维勒瑟兰。

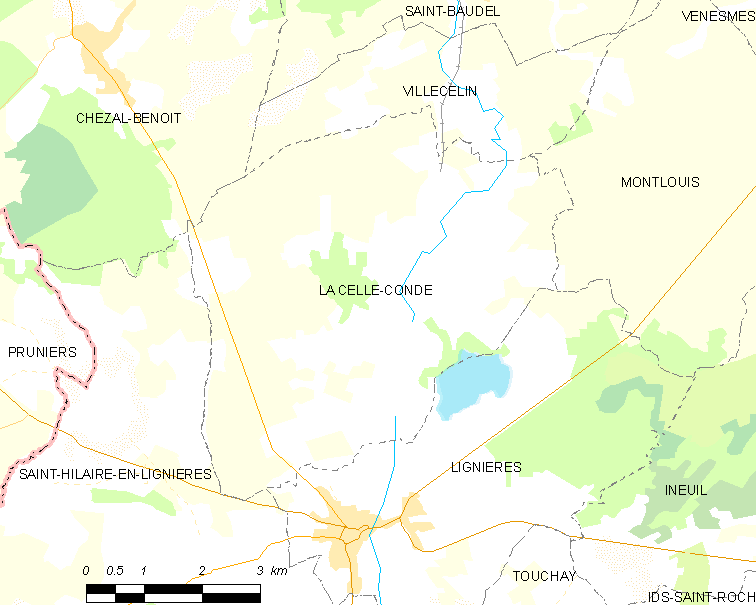
拉塞勒孔代的OSM定位图

拉塞勒孔代的时区为UTC+01:00、UTC+02:00（夏令时）。

## 行政
拉塞勒孔代的邮政编码为18160，INSEE市镇编码为18043。

## 政治
拉塞勒孔代所属的省级选区为沙托梅扬县。

## 人口

1962-2008年间拉塞勒孔代人口变化图示

拉塞勒孔代于2022年1月1日时的人口数量为191人。